# Claassenia bischoffi
Claassenia bischoffi är en bäcksländeart som först beskrevs av Wu, C.F. 1935.  Claassenia bischoffi ingår i släktet Claassenia och familjen jättebäcksländor. Inga underarter finns listade i Catalogue of Life.